# Willa Primavesi

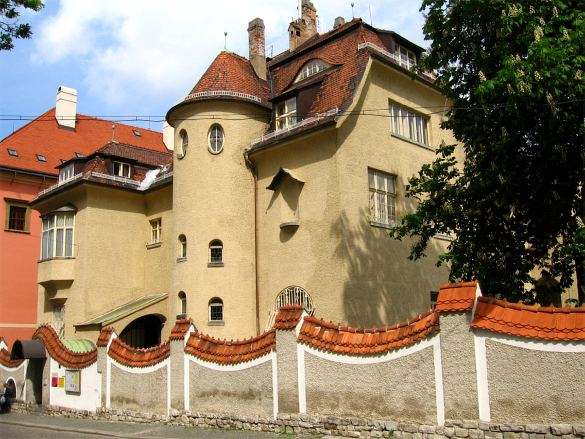
Willa Primavesi

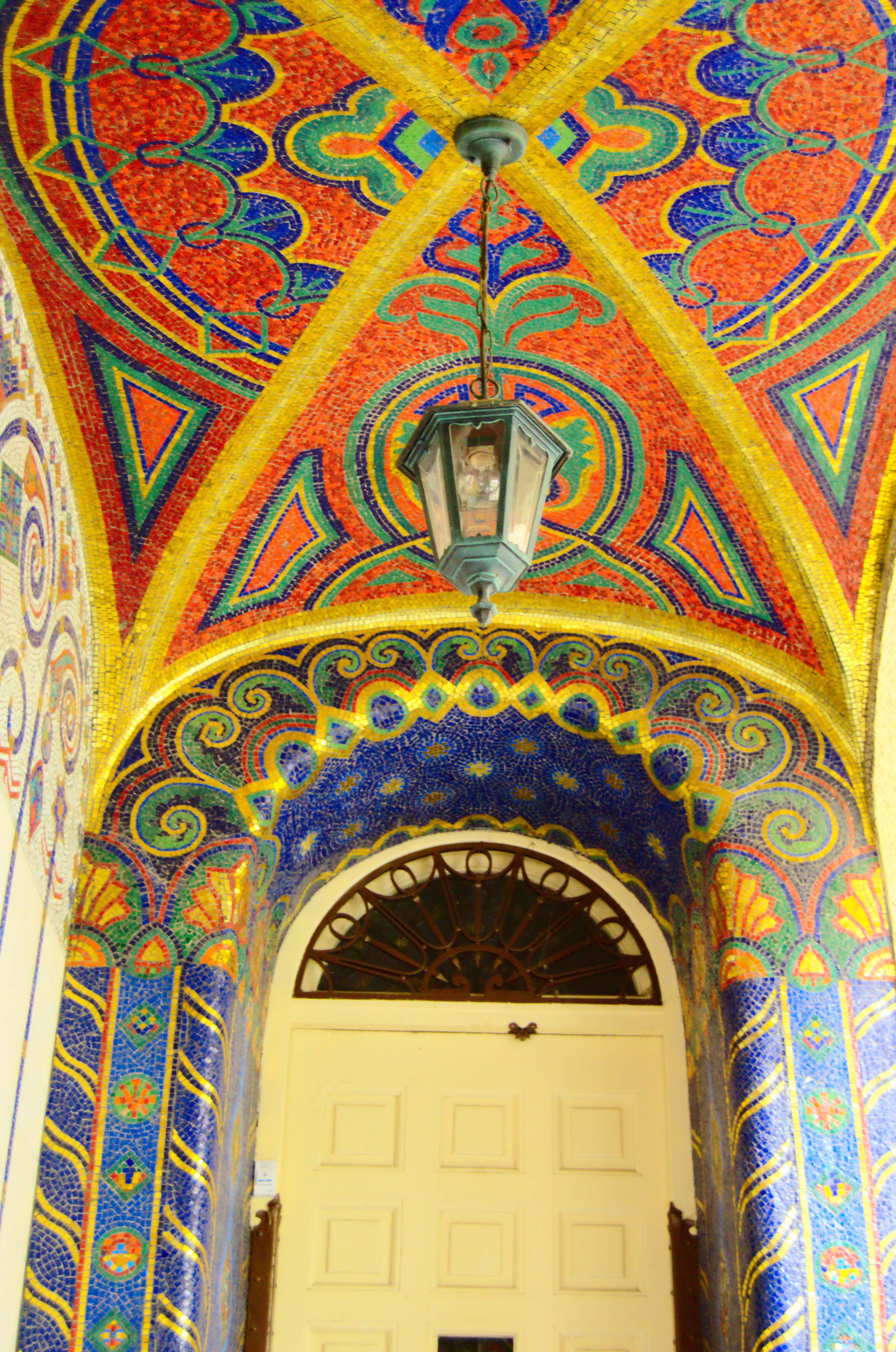
Fragment wnętrz – mozaiki

Willa Primavesi (cz. Vila Primavesi) – jedna z cenniejszych realizacji secesji wiedeńskiej w Europie Środkowej. Zlokalizowana w czeskim Ołomuńcu przy ul. Univerzitní (Uniwersyteckiej) 7, tuż obok kompleksu zabudowy dawnego konwiktu jezuickiego (obecnie Wydział Pedagogiczny Uniwersytetu Palackiego).
Willa stanowi fuzję secesji wiedeńskiej z angielską, z zauważalnymi wpływami praskiego baroku. Postawili ją wiedeńscy architekci Franz von Krauss i Josef Tölk dla rodziny bankierów ołomunieckich – Primavesich w latach 1905–1906. Budowniczym był Heindrich Mrasek z Ołomuńca. Willa stoi w obrębie historycznej starówki, ma wieloczłonową bryłę i dach mansardowy. We wnętrzu wyróżnia się duży hol z okazałą, drewnianą klatką schodową.
Z uwagi na duży majątek i zainteresowania artystyczne rodziny, willa wypełniała się stopniowo dziełami sztuki najwyższej jakości. Dotyczyło to także zewnętrznej części posesji. Elementy wystroju zaprojektowali m.in. Gustav Klimt i Anton Hanak. Część dzieł Hanaka dochowała się do dziś, m.in. krzesła i witraże. Częściowej przebudowy domu dokonał w latach 1916–1917 Josef Hoffmann.
Kolejnymi właścicielami obiektu, po opuszczeniu go przez Primavesich i ich przenosinach do Wiednia, byli František Koutný z Litovli, Robert Pospíšil i, w końcu, państwo czechosłowackie po nacjonalizacji w 1948 r. W 1992 r. willa wróciła w ręce potomków rodziny Pospíšila, a w 2010 r. zyskała status zabytku kultury narodowej.